# Gianfranco Paolucci
Gianfranco Paolucci (n. 18 februarie 1934, Pesaro, Marche, Regatul Italiei) este un scrimer italian, medaliat olimpic. A participat la 2 ediții ale Jocurilor Olimpice (1964, 1968) în care a câștigat o medalie de argint.